# Государственные трудовые резервы СССР

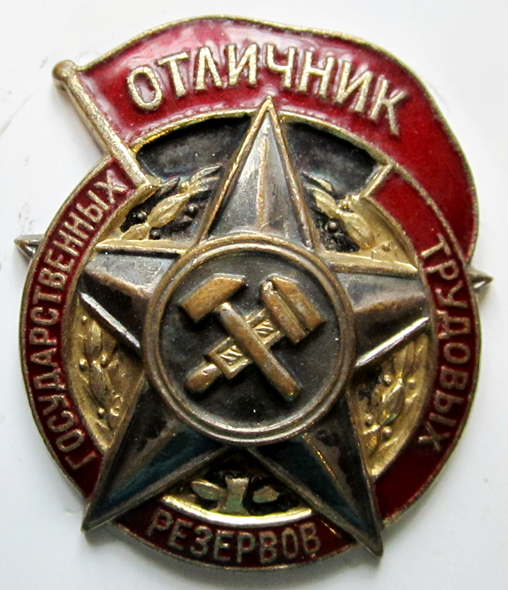
Отличник Государственных трудовых резервов.

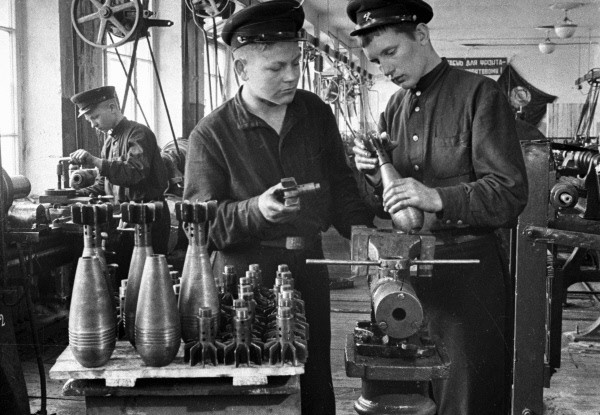
Учащиеся одного из ремесленных училищ изготавливают мины для фронта, 1942 год.

Государственные трудовые резервы СССР — система организованной, плановой подготовки квалифицированной рабочей силы для ведущих отраслей народного хозяйства Союза ССР путём обучения городской и сельской молодёжи в специальных учебных заведениях.

## История
Правительство Советского Союза понимало всю важность резерва рабочей силы в опасный период Второй мировой войны. С этой целью для организации подготовки резерва квалифицированных рабочих кадров подготовлен и 2 октября 1940 года опубликован Указ Президиума Верховного Совета СССР «О государственных трудовых резервах СССР» с целью создания сети ремесленных и железнодорожных училищ с двухгодичным сроком обучения и школ ФЗО (фабрично-заводского обучения) с шести- и десятимесячным сроком обучения для её подготовки. В специальных ремесленных училищах срок обучения составлял 3—4 года, в художественных — 3 года.
Подготовкой кадров в системе Государственных трудовых резервов руководило Главное управление трудовых резервов.
В соответствии с Указом Президиума Верховного Совета СССР от 2 октября 1940 года «О государственных трудовых резервах СССР», Совету народных комиссаров СССР предоставлялось право ежегодно призывать на учёбу от 800 тысяч до 1 млн человек городской и колхозной молодёжи мужского пола в возрасте 14—15 лет для обучения в ремесленных и железнодорожных училищах и в возрасте 16—17 лет для обучения в школах фабрично-заводского обучения.
В порядке призыва на учёбу председатели колхозов обязаны были ежегодно выделять по 2 человека молодёжи мужского пола в возрасте 14—15 лет в ремесленные и железнодорожные училища и 16—17 лет — в школы фабрично-заводского обучения на каждые 100 членов колхозов, считая мужчин и женщин в возрасте от 14 до 55 лет, а городские Советы депутатов трудящихся обязаны были ежегодно выделять молодёжь мужского пола в возрасте 14—15 лет в ремесленные и железнодорожные училища и 16—17 лет — в школы фабрично-заводского обучения в количестве, ежегодно устанавливаемом Советом народных комиссаров СССР.
Учащиеся находились на казарменном положении и состояли на полном государственном обеспечении (питание, обмундирование, общежитие, учебники, учебные пособия). На содержание учебных заведений Государственных трудовых резервов с октября 1940 до 1950 года Советское правительство затратило свыше 36 млрд рублей.
Лица, окончившие ремесленные училища, железнодорожные училища и школы фабрично-заводского обучения, считались мобилизованными, обязаны были проработать 4 года подряд на государственных предприятиях по указанию Главного управления трудовых резервов при Совете народных комиссаров СССР (с обеспечением им зарплаты по месту работы на общих основаниях) и пользовались отсрочками по призыву в Красную армию и Военно-морской флот на время до истечения срока, обязательного для работы на государственных предприятиях.
Только в мае 1941 года учебные заведения Государственных трудовых резервов выпустили 250 тысяч молодых рабочих для промышленности, строительства, железнодорожного транспорта. В годы Великой Отечественной войны учебные заведения профессионально-технического образования подготовили 2,48 млн молодых квалифицированных рабочих. Всего за период 1941—1951 годов система подготовки дала народному хозяйству СССР около 6,3 млн молодых квалифицированных рабочих.
Призыв (мобилизация) молодёжи в ремесленные и железнодорожные училища, входящие в систему Главного управления трудовых резервов при Совете Министров СССР, установленный Указом Президиума Верховного Совета СССР от 2 октября 1940 года «О государственных трудовых резервах СССР» был отменён в 1953 году Указом Президиума Верховного Совета СССР от 10 сентября 1953 года «Об отмене призыва (мобилизации) молодёжи в ремесленные и железнодорожные училища».
В 1959 году все учебные заведения, входившие ранее в систему государственных трудовых резервов и большинство ведомственных учебных заведений, подготовляющих рабочие кадры, были преобразованы в профессионально-технические училища со сроком обучения от 1 до 3 лет и в сельские профессионально-технические училища со сроком обучения 1—2 года. В том же году учебные заведения Государственных трудовых резервов были переданы в ведение союзных республик, а Главное управление трудовых резервов при Совете Министров СССР (в ведении которого ранее находились эти учебные заведения) преобразовано в Государственный комитет Совета Министров СССР по профессионально-техническому образованию.